# Дацко Яків Денисович
Яків Денисович Дацко́ (5 жовтня 1906, Петрівське — 28 березня 1977) — український радянський живописець і театральний декоратор; член Спілки радянських художників України з 1956 року.

## Біографія
Народився 5 жовтня 1906 в селі Петрівському (нині Дніпровський район, Дніпропетровська область, Україна). Брав участь у радянсько-фінській і німецько-радянській війнах.
Протягом 1947—1949 років навчався у Кишинівському художньому училищі, був учнем Родіона Габрикова, Івана Хазова. Дипломна робота — картина «На Кишинівському напрямку» (керівник Родіон Габриков).
До 1970 року працював у Кишиневі: завідувачем декоративного цеху Молдавського музично-драматичного театру, художником-постановником театру ляльок. Працював головою Миколаївського художнього фонду Спілки художників України. Жив у Миколаєві, в будинку на проспекті Леніна № 96, квартира № 1. Помер 28 березня 1977 року.

## Творчість
Працював в галузі станкового живопису та театрально-декораційного мистецтва. Автор пейзажів, тематичних картин, натюрмортів, портретів. Серед робіт:
- «Жіночий портрет» (1952);
- «На колгоспних полях» (1952);
- «Бузок» (1952);
- «Фрукти» (1952);
- «Жоржини» (1953);
- «Учителька» (1954);
- «Підмосков'я» (1954);
- «На Комсомольському озері» (1955);
- «Молдаванин з флуєром» (1956; Національний музей образотворчого мистецтва Республіки Молдови);
- «На Дніпрі» (1957);
- «Після дощу» (1957);
- «Домініка Дарієнко» (1959);
- «Сватання» (1960);
- «Доярки» (1960; Національний музей образотворчого мистецтва Республіки Молдови);
- «Вручення ордена Леніна Молдавії» (1961, співавтор Михайло Ряснянський; Національний музей образотворчого мистецтва Республіки Молдови),
- «Багатий урожай» (1963);
- «Чисте небо» (1965);
- «На сторожі миру» (1965);
- «Крос» (1965; Національний музей образотворчого мистецтва Республіки Молдови);
- «Захисник наймитів (Григорій Котовський)» (1967; Національний музей образотворчого мистецтва Республіки Молдови);
- «Настороженість» (1968);
- «Баштанські хлібороби» (1970);
- «Щастя землі» (1971, триптих);
- «Весна» (1972);
- «Літо» (1972).

Для Республіканського меморіального музею Григорія Котовського і Сергія Лазо у Кишиневі у 1955 році виконав діораму «Розгром групи генерала Стесселя кавалерійською бригадою Григорія Котовського».
Брав участь у республіканських виставках з 1951 року, всесоюзних з 1956 року. Його роботи експонувалися у 1967 році на Всесвітній виставці у Монреалі.